# العلاقات الباربادوسية الكيريباتية
العلاقات الباربادوسية الكيريباتية هي العلاقات الثنائية التي تجمع بين باربادوس وكيريباتي.

## مقارنة بين البلدين
هذه مقارنة عامة ومرجعية للدولتين:
| وجه المقارنة                                              | باربادوس       | كيريباتي                        |
| --------------------------------------------------------- | -------------- | ------------------------------- |
| المساحة (كم2)                                             | 439            | 811                             |
| عدد السكان (نسمة)                                         | 285.72 ألف     | 116.40 ألف                      |
| الكثافة السكانية (ن./كم²)                                 | 65.08 ألف      | 14.35 ألف                       |
| العاصمة                                                   | بريدج تاون     | جنوب تاراوا                     |
| اللغة الرسمية                                             | لغة إنجليزية   | لغة إنجليزية، اللغة الكيريباتية |
| العملة                                                    | دولار بربادوسي | دولار كريباتي، دولار أسترالي    |
| الناتج المحلي الإجمالي (بليون دولار)                      | 4.80 مليار     | 196.15 مليون                    |
| الناتج المحلي الإجمالي (تعادل القوة الشرائية) بليون دولار | 4.66 مليار     | 224.26 مليون                    |
| الناتج المحلي الإجمالي الاسمي للفرد دولار أمريكي          | 15.43 ألف      | 1.42 ألف                        |
| الناتج المحلي الإجمالي للفرد دولار أمريكي                 | 16.06 ألف      | 1.81 ألف                        |
| مؤشر التنمية البشرية                                      | 0.795          | 0.590                           |
| رمز المكالمات الدولي                                      | +1246          | +686                            |
| رمز الإنترنت                                              | .bb            | .ki                             |
| المنطقة الزمنية                                           | 00             |                                 |

## منظمات دولية مشتركة
يشترك البلدان في عضوية مجموعة من المنظمات الدولية، منها:
| علم المنظمة | اسم المنظمة                                 | تاريخ انضمام باربادوس | تاريخ انضمام كيريباتي |
| ----------- | ------------------------------------------- | --------------------- | --------------------- |
|             | مؤسسة التنمية الدولية                       | 29 سبتمبر 1999        | 2 أكتوبر 1986         |
|             | يونسكو                                      | 24 أكتوبر 1968        | 24 أكتوبر 1989        |
|             | الأمم المتحدة                               | 9 ديسمبر 1966         | 14 سبتمبر 1999        |
|             | مجموعة دول أفريقيا والكاريبي والمحيط الهادئ | ?                     | ?                     |
|             | دول الكومنولث                               | ?                     | ?                     |
|             | الاتحاد البريدي العالمي                     | ?                     | ?                     |
|             | البنك الدولي للإنشاء والتعمير               | 12 سبتمبر 1974        | 29 سبتمبر 1986        |
|             | الاتحاد الدولي للاتصالات                    | 16 أغسطس 1967         | 3 نوفمبر 1986         |
|             | منظمة حظر الأسلحة الكيميائية                | ?                     | ?                     |
|             | مؤسسة التمويل الدولية                       | 25 يونيو 1980         | 2 أكتوبر 1986         |
|             | تحالف الدول الجزرية الصغيرة                 | ?                     | ?                     |

## وصلات خارجية
- موقع وزارة الخارجية الباربادوسية